# Кен Кавано
Кемрік «Кен» Кавано (англ. Kamrick «Ken» Kavanagh; 12 грудня 1923, Мельбурн — 26 листопада 2019, Бергамо) — австралійський авто та мотогонщик, учасник чемпіонатів світу з автоперегонів в класі Формула-1 та шосейно-кільцевих мотоперегонів MotoGP. Здобувши перемогу на Гран-Прі Ульстеру в класі 350cc у сезоні 1952 він став першим австралійцем, який виграв гонку серії Гран-Прі. Кавано взяв участь в двох Гран-прі Формули-1 у 1958 році виступаючи за власну команду на шасі Maserati 250F. Спочатку у Монако він не зміг кваліфікуватися, пізніше на Гран-прі Бельгії пропустив старт гонки через вибуху двигуна на практиці (хоча до цього він кваліфікувався на 20 місці з 28 учасників).

## Статистика виступів

### Формула-1
| Рік  | Команда  | 1   | 2       | 3   | 4   | 5      | 6   | 7   | 8   | 9   | 10  | 11  | Команда  | Місце | Залікові бали |
| ---- | -------- | --- | ------- | --- | --- | ------ | --- | --- | --- | --- | --- | --- | -------- | ----- | ------------- |
| 1958 | Maserati | АРГ | МОН НКВ | НІД | 500 | БЕЛ НС | ФРА | ВЕЛ | НІМ | ПОР | ІТА | МАР | Maserati | -     | 0             |

### MotoGP

#### В розрізі сезонів
| Сезон  | Клас   | Мотоцикл   | Гонки | Пер | Под | НК | Очки | Місце |
| ------ | ------ | ---------- | ----- | --- | --- | -- | ---- | ----- |
| 1951   | 350сс  | Norton     | 3     | 0   | 3   | 0  | 16   | 4     |
| 1951   | 500сс  | Norton     | 1     | 0   | 1   | 0  | 6    | 9     |
| 1952   | 350сс  | Norton     | 3     | 1   | 2   | 1  | 16   | 5     |
| 1952   | 500сс  | Norton     | 3     | 0   | 3   | 0  | 14   | 6     |
| 1953   | 250сс  | Moto Guzzi | 1     | 0   | 1   | 0  | 6    | 6     |
| 1953   | 350сс  | Norton     | 4     | 0   | 3   | 0  | 18   | 4     |
| 1953   | 500сс  | Norton     | 4     | 1   | 2   | 1  | 18   | 4     |
| 1954   | 250сс  | Moto Guzzi | 1     | 0   | 0   | 0  | 3    | 13    |
| 1954   | 350сс  | Moto Guzzi | 3     | 1   | 3   | 0  | 18   | 4     |
| 1954   | 500сс  | Moto Guzzi | 4     | 0   | 2   | 1  | 16   | 3     |
| 1955   | 350сс  | Moto Guzzi | 3     | 1   | 2   | 0  | 14   | 4     |
| 1955   | 500сс  | Moto Guzzi | 1     | 0   | 1   | 0  | 4    | 12    |
| 1956   | 350сс  | Moto Guzzi | 2     | 1   | 1   | 1  | 10   | 6     |
| 1959   | 125сс  | Ducati     | 4     | 0   | 0   | 0  | 8    | 8     |
| 1959   | 500сс  | Norton     | 1     | 0   | 0   | 0  | 3    | 11    |
| Всього | Всього | Всього     | 38    | 5   | 24  | 4  | 170  |       |